# Храм Михаила Архангела (Михайловка)
Храм Михаила Архангела — приходской храм Саратовской епархии Русской православной церкви в селе Михайловке муниципального образования «Город Саратов» Саратовской области, построенный в 1825 году. Здание церкви является объектом культурного наследия и находится под охраной государства. В настоящее время храм действует, ведутся богослужения.

## История храма

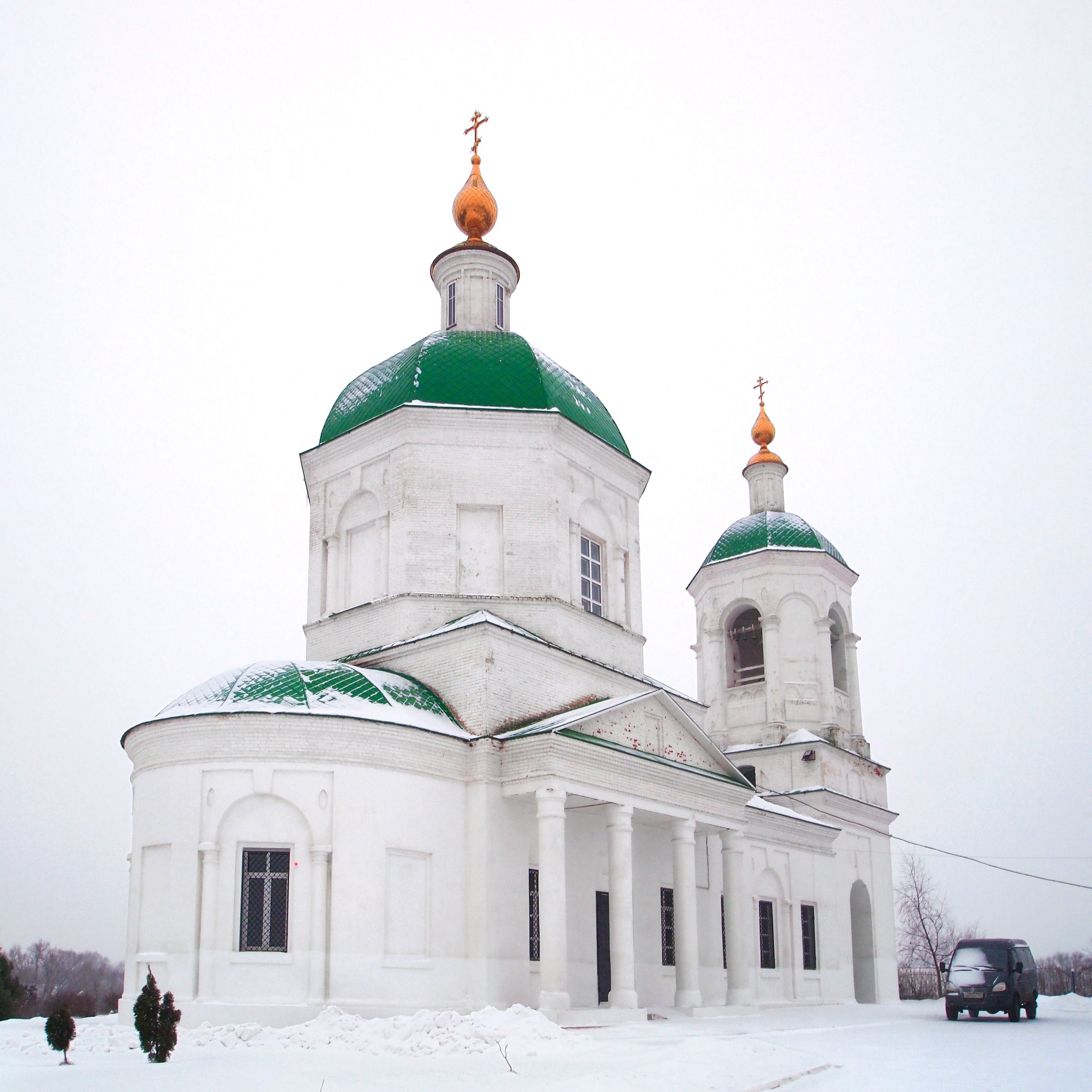
Общий вид

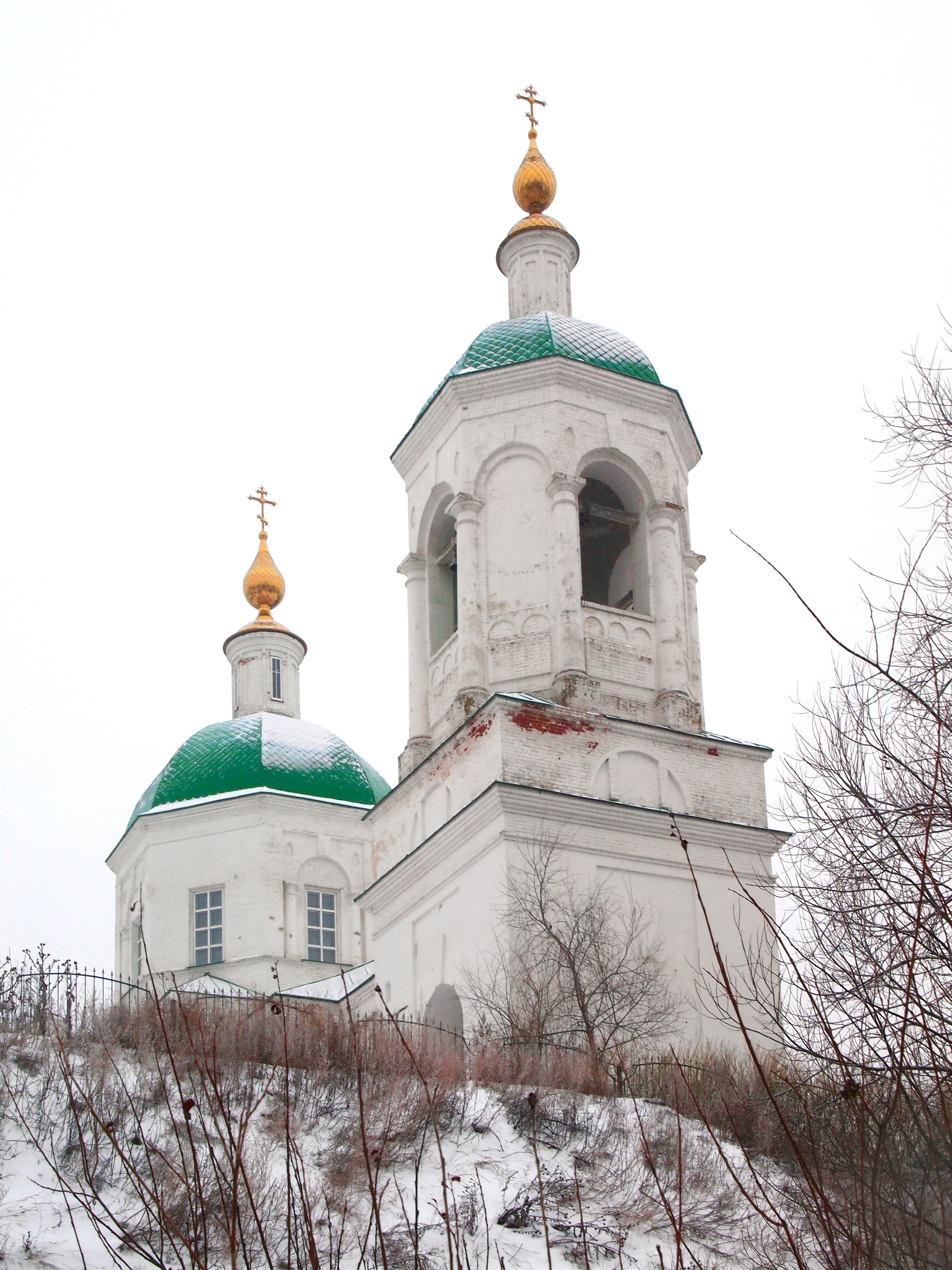
Колокольня

В селе Михайловке (другое название населённого пункта — Устиновка) тщанием статского советника Михаила Устинова был сооружён каменный храм. Строительство было окончено в 1825 году. В храме расположилось два престола: во имя Архистратига Божия Михаила и во имя святых Вселенских учителей и святителей Василия Великого, Григория Богослова и Иоанна Златоуста. Штат церкви состоял из священника и псаломщика, для которых рядом были возведены церковные дома. При храме расположилась и работала школа.
В 1937 году советская власть приняла решение храм закрыть, а священника Николая Васильевича Перова арестовали и увезли в неизвестном направлении. Церковное имущество, включая ризу священника, было разрешено взять жителям села. Через несколько лет большая икона Трёх святителей была найдена на мельнице, она накрывала мучной ларь. Местные жители выкупили её у заведующего и перевезли в Саратов, передав в Духосошественскую церковь, которая в годы советской власти продолжала работать. В самом здании Михайловской церкви был обустроен склад. Случившийся пожар уничтожил иконостас и практически всю роспись храма.

## Современное состояние храма
В 1991 году в селе Михайловке Саратовского района был зарегистрирован православный приход.
В 2007 году в церкви начались ремонтно-реставрационные работы. Подведён газопровод. Были изготовлены иконостасы в основной храм и в трапезный храм, выложена плитка, изготовлены и смонтированы две железные двери, оштукатурены и покрашены стены трапезного храма.
19 июля 2009 года благочинный Саратовского округа протоиерей Владимир Пархоменко совершил чин освящения колоколов для храма. 
В 2011 году основная часть ремонтно-восстановительных работ была завершена, облагорожена прихрамовая территория. 
1 ноября 2011 года митрополит Саратовский и Вольский Лонгин совершил чин Великого освящения храма. Сегодня в храме один  престол: во имя Святого Архангела Михаила.
Рядом с храмом располагается святой источник Архистратига Божия Михаила, который посещают многочисленные паломники. Еженедельно по воскресеньям на источнике Архангела Михаила совершается водосвятный молебен.
Храм взаимодействует с общеобразовательной и музыкальной школами села Михайловка.

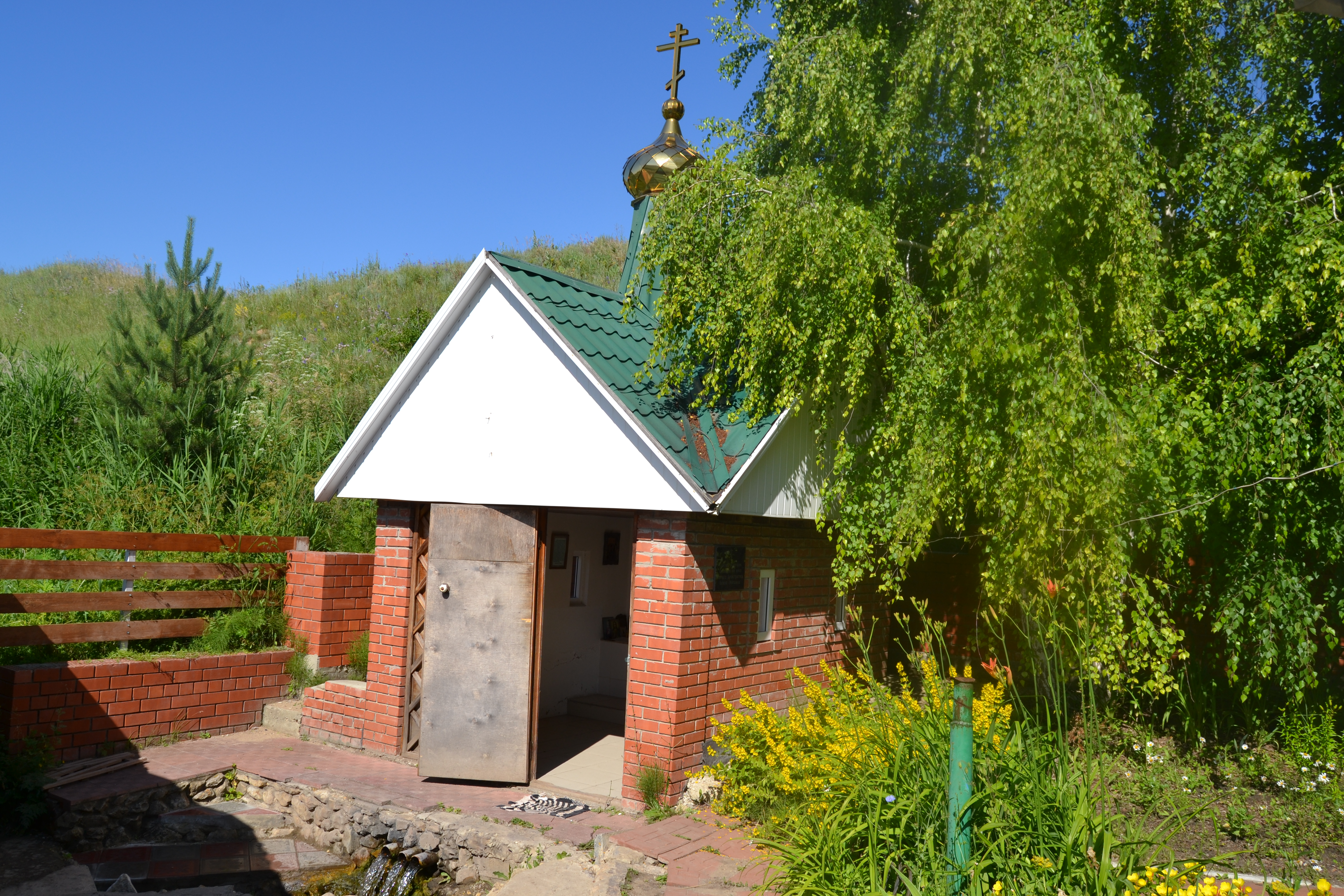
Родник